# Windows Live
Windows Live es un conjunto de servicios en línea y de software descontinuado de Microsoft. La mayoría de estas aplicaciones web eran accesibles desde un navegador, pero también había aplicaciones binarias que necesitaban ser instaladas en el PC del usuario. Windows Live ofrecía sus servicios de tres maneras: aplicaciones de Windows Live Essentials (ahora Windows Essentials), servicios web y servicios móviles.
La suite Windows Live Essentials fue reemplazada por la suite Windows Essentials, un paquete de software que permitía la descarga e instalación de las ofertas similares de Windows Live. Microsoft anunció que Windows 8 tendría aplicaciones de Windows Live e incluirían tecnologías de sincronización integrada por OneDrive.
No sobra aclarar que Windows Essentials, En 2017, fue sustituido por las Universal Apps de Windows 10
Respecto a los servicios web, la marca Windows Live fue eliminada en agosto de 2012, coincidiendo con el RTM de Windows 8. La mayoría de los servicios mantuvieron su nombre, pero con la eliminación de "Windows Live" en frente de ellos, de todos modos, esta marca siguió presente en algunos servicios web de Microsoft como Windows Live Calendar, hasta su definitiva desaparición en abril de 2013.
Además de Windows Live, que estaba principalmente dirigido a las personas, existen otros sitios web de Microsoft que usan la marca, "Live" como Xbox Live o Games for Windows - Live.

## Historia
Windows Live se anunció el 1 de noviembre de 2005. En su versión inicial, se renovaron varios servicios de la plataforma MSN, propiedad de Microsoft. Sin embargo, MSN aún existía junto a Windows Live como medio para ofrecer contenidos (opuesto al contenido personalizado y de comunicaciones).
Desde 2008, en la versión Wave 3, Live era una mini-red social (llamado Windows Live Home) dónde tener una lista de amigos, actualizar tu status y tener colecciones de fotografías; había un desplegable para buscar a todos los usuario Live por nombre y apellidos, además de otro desplegable para buscar documentos Skydrive marcados como públicos.
En mayo de 2012 Microsoft comenzó a cambiar el nombre de los servicios de Windows Live, en parte para Windows 8, eliminando las funciones de red social, perfil de usuarios y los fondos personalizables.

## Servicios

### Servicios en línea
| Actual              | Anteriormente                         | Descripción |
| ------------------- | ------------------------------------- | --- |
| Cuenta de Microsoft | Windows Live ID, Windows Live Account | Servicio para actualizar, modificar tu identidad e ingresar a los servicios |
| People              | Windows Live People                   | Servicio de libreta de contactos que permite a los usuarios realizar un seguimiento y sincronizar la información de su contacto |
| Devices             | Windows Live Devices                  | Un dispositivo de gestión de servicios en línea que permitirá a los usuarios acceder de forma centralizada y gestión de la sincronización de los archivos almacenados en sus ordenadores y dispositivos móviles. También permite a los usuarios acceso remoto a sus ordenadores desde Internet a través de su navegador web |
| Family Safety       | Windows Live Family Safety            | Control parental |
| Grupos              | Windows Live Groups                   | Permite a los usuarios crear sus grupos sociales para compartir, discutir y coordinar |
| Outlook.com         | Windows Live Hotmail                  | Servicio de webmail con correo electrónico, contactos y calendario |
| Calendar            | Windows Live Calendar                 | Servicio de gestión de tiempo que permiten a los usuarios organizar citas, reuniones, establecer recordatorios y compartir su calendario de eventos |
| Office              | Windows Office Live                   | Office Live es un documento de gestión de servicios basados en OneDrive. Se permitirá a los usuarios ver y editar Microsoft Office Word, Excel, PowerPoint y OneNote documentos directamente en el navegador web mediante Office online, y permiten compartir y coautoría de estos documentos con otros usuario             |
| Perfil              | Windows Live Profile                  | Los usuarios puedan administrar su información de perfil y muestra la información acerca del usuario en particular |
| Estado del Servicio |                                       | Permite a los usuarios obtener información sobre el rendimiento actual de los servicios incluyendo Hotmail, Outlook.com, Calendario, People, Messenger, Messenger Social, OneDrive, y Mesh, así como la verificación de los antecedentes de los Estados de servicio durante los últimos 14 días                             |
| OneDrive            | Windows Live SkyDrive                 | Almacenamiento de archivos en línea protegido por contraseña, incluye Office online para la gestión de documentos de Office |

### Aplicaciones
Windows Essentials (anteriormente Windows Live Essentials) es una suite de aplicaciones de software que ofrecer correo electrónico integrado, mensajería instantánea, uso compartido de fotografías, publicación de blog y servicios de seguridad.
| Servicio              | Descripción | Estado |
| --------------------- | --- | ------ |
| Messenger             | Mensajería instantánea, compartición de archivos personales y cliente de salida de voz sobre IP                                                                                          | Final  |
| Windows Movie Maker   | Windows Movie Maker ofrece la posibilidad de crear y editar vídeos y luego publicarlas en OneDrive, Facebook, YouTube, Vimeo y Flickr de forma gratuita.                                 | Final  |
| Windows Essentials    | Conjunto de aplicaciones. Essentials se instalan a través de un solo instalador, que permite a los usuarios seleccionar e instalar sólo las aplicaciones específicas que desean instalar | Final  |
| Windows Photo Gallery | Similar a la Galería fotográfica de Windows con mejoras adicionales que facilitan contabilización fotos y videos                                                                         | Final  |
| Mail                  | Cliente de correo de escritorio sucesor de Outlook Express para Windows XP y Windows Mail para Windows Vista con apoyo de RSS                                                            | Final  |
| Mesh                  | Uso compartido de archivos y servicio de sincronización adquirida por Microsoft y ahora con la marca de Windows Live                                                                     | Final  |
| Writer                | Herramienta de publicación de blogs | Final  |

## Servicio móvil
| Servicio móvil   | Apps | Web | SMS | Sitio Web | Descripción |
| ---------------- | ---- | --- | --- | --- | --- |
| Calendar Mobile  |      |     |     | | Servicio SMS para los usuarios, consultar que hay para hoy y para el otro día en Hotmail Calendar |
| Hotmail Mobile   |      |     |     | http://m.mail.live.com                                                                                                | Versión Basado en Web y en el cliente de Hotmail para dispositivos móviles y permite nuevas alertas de correo electrónico a través de SMS |
| Messenger Mobile |      |     |     | http://mim.live.com (enlace roto disponible en Internet Archive; véase el historial, la primera versión y la última). | Versión basado en Web y en el cliente de Windows Live Messenger que está diseñado para dispositivos móviles y permitir a los usuarios enviar mensajes instantáneos a través de SMS                                                                                     |
| Profile Mobile   |      |     |     | http://mprofile.live.com                                                                                              | Permite ver y editar información del propio usuario mediante un dispositivo móvil |
| People Mobile    |      |     |     | http://mpeople.live.com                                                                                               | diseñada para dispositivos móviles para el acceso a información de contacto. La App permite la integración de la lista contacto con la libreta de direcciones del dispositivo móvil. Permite también a los usuarios información de contacto y consulta a través de SMS |

### Windows Phone
My Windows Phone es un servicio en línea gratuito para los dispositivos con Windows Phone que proporciona a los usuarios una solución de copia de seguridad del móvil de forma inalámbrica, sincronizar contactos, citas, fotos y notas de OneNote con un portal en línea protegido con contraseña. Los usuarios pueden acceder y gestionar su información almacenada en los dispositivos de Windows Phone a través del portal en línea con su Microsoft account, así como acceso a un conjunto de características para la llamada remota, bloqueo, asignación y borrar sus teléfonos perdidos.

### iOS
Microsoft lanzó una aplicación de Windows Live Messenger en iOS App Store, que permite a los usuarios de dispositivos móviles que ejecutan iOS para comunicarse con sus contactos. Además de las funcionalidades de mensajes instantáneas, la aplicación también permiten a los usuarios ver su Messenger social feed, como la integración con Hotmail.

## Servicios de búsqueda
Bing es el reemplazo del motor de búsqueda Live Search, que fue nombrado originalmente Windows Live Search (y MSN Search con anterioridad) y una vez fue parte de la familia de Windows Live. Windows Live Search había ocupado una vez la página principal de Live.com, el dominio para todos los servicios Windows Live. Sin embargo, el 2007-03-21, Microsoft decidió separar el desarrollo de búsqueda de la familia de Windows Live, formaba parte de Live Search and Ad Platform. Parte de esta reorganización, la nueva marca de búsqueda, Live Search, se consolidó con Microsoft adCenter, parte de la plataforma Microsoft's Platform and Systems division. Sin embargo, Microsoft reconoció que existía un problema de marca con la palabra «Live». Live Search oficialmente fue reemplazado por Bing el 3 de junio de 2009.

### Servicios para desarrolladores
Live Connect es una colección de APIs y controles comunes que permiten a los desarrolladores a tener un control más completo y ofrece el acceso al núcleo de Windows Live a través de servicios y datos abiertos y accesibles para las interfaces de programación de aplicaciones (API). Messenger Connect se basa en tecnologías web estándar como ASP.NET, Microsoft Silverlight (en el navegador y el navegador de los modelos hacia fuera), Windows Presentation Foundation (WPF), Adobe Flash, PHPy Java, y está diseñado para funcionar con cualquier tecnología o dispositivo. Messenger Connect une a los anteriormente separados APIs de Windows Live en una sola API que se basa en estándares de la industria.

## Temas

### Azul Vapor / Auras
El primer tema innovador de Windows Live, destacándose por la combinación visual de colores (Azul/Verde marino). Rompiendo con el estilo anterior de Hotmail, todos los menús se cambiaron a la parte izquierda en una lista similar al menú inicio de Windows. Véase el siguiente ejemplo:

### Windows Live Wave 2
Con la versión beta pública de Windows Live Wave 2 Suite ("Wave" se refiere al grupo u ola de productos que se libere), fue lanzado un nuevo tema visual para habilitar el efecto de transparencia Aero de Windows Vista. este tema sigue siendo en uso en sitios tales como Windows Live Gallery. A continuación se muestra un ejemplo:

### Windows Live Wave 3
Microsoft lanzó un conjunto de nuevos temas para sus servicios de Windows Live Wave 3 que permite a los usuarios personalizar sus páginas sobre Windows Live utilizando un conjunto de imágenes de fondo preseleccionadas. Varios de estos temas son dinámicas y cambiarán de acuerdo a la hora del día y la condición de tiempo actual del usuario. que actualmente se implementa en todos, pero algunos servicios de Windows Live. A continuación se muestra un ejemplo:

### Windows Live Wave 4
Además de los temas que se proporciona en Windows Live Wave 3, el lanzamiento de Windows Live Wave 4 agregará temas adicionales para que los usuarios puedan personalizar sus páginas de Windows Live, con varios temas dinámicos que cambia de acuerdo a la hora del día y las condiciones meteorológicas en la ubicación del usuario. Varios de estos temas que se van agregar se espera que sean similares a los fondos de pantalla de Windows 7. Además, el encabezado de Windows Live Wave 4 contará con un menú de navegación dinámica reorganizada que muestra el número de los actuales contactos en línea del usuario y el número de mensajes de correo electrónico no leídos, así como un servicio de Windows Live Web Messenger integrado, lo que permite a los usuarios conectarse a .NET Messenger Service y charlar con sus contactos en línea mientras navega por las propiedades de Windows Live mediante un navegador web.

### Wave 5
Todas las aplicaciones de estilo Metro de Windows Live para Windows 8 están diseñadas utilizando la interfaz de usuario Metro.22 Todos los servicios de la web, con la excepción de calendario de Hotmail, también cuenta con una nueva interfaz de usuario de Metro. Encabezado de la interfaz de usuario contiene un elemento desplegable con permitir a los usuarios cambiar fácilmente a Outlook.com personas, calendario y SkyDrive. El color del encabezado también cambia dependiendo del servicio web que utiliza el usuario, a excepción de Outlook.com que permite a los usuarios personalizar el color del encabezado según su preferencia. La nueva interfaz también tiene un sidebar de mensajería integrado que permite a los usuarios ver la presencia de, mensajes instantáneos, llamadas de audio y video llamar a sus contactos de Messenger, Facebook chat, así como Skype. A continuación se muestra un ejemplo:

## Servicios y productos descontinuados
| Servicio                             | Sustituido por                 | Descripción | Fechas de discontinuación           |
| ------------------------------------ | ------------------------------ | --- | ----------------------------------- |
| Windows Live Home                    |                                | Su objetivo es reunir los servicios de Windows Live en un mismo lugar. Proporciona una ubicación central para el acceso a servicios de Windows Live y supervisar la información de estado                                                         | ....                                |
| Windows Live Gallery                 |                                | Es un centro para las colecciones de complementos de desarrolladores para los productos de Windows Live | Final                               |
| Windows Live Messenger Companion     |                                | Un complemento para Internet Explorer que permite a los usuarios compartir una página web con sus amigos en Windows Live, consulte los enlaces a páginas web los amigos del usuario han compartido y comentarios sobre estas páginas compartidas. | ....                                |
| Windows Live Alerts                  |                                | Envía actualizaciones de información a tu correo electrónico, dispositivos móviles o Messenger | ....                                |
| Windows Live Agents                  |                                | Bots de conversación que interactúan a través de Windows Live Messenger permitiendo a los usuarios obtener más información sobre temas específicos                                                                                                | Descontinuado (2009-06-30)          |
| Barcode                              | Microsoft Tag                  | Códigos de barras 2D que podía utilizarse para almacenar información o vínculo en la web | Descontinuado                       |
| Call                                 |                                | Parte de Windows Live Messenger | Descontinuado                       |
| Windows Live Events                  | Hotmail Calendar               | Administraba y planificaba diferentes tipos de eventos y compártirlos con otros usuarios utilizando Hotmail Calendar, espacios y alertas | Descontinuado (2009-09-03)          |
| Windows Live Expo                    |                                | Clasificados en línea | Descontinuado (2008-07-31)          |
| Windows Live Personalized Experience | My MSN                         | Página principal de los servicios que presenta un agregador RSS, gadgets y una nueva herramienta de búsqueda | Descontinuado (2010-03-15)          |
| Windows Live Favorites               | OneDrive                       | Ahora forma parte de OneDrive Sincronizaba tus favoritos entre computadoras y te permitía compartir tus favoritos | Descontinuado (2009-04-14)          |
| Help Community                       | Windows Live Solutions Center  | Colección de foros y paneles de mensajes para comunicarse con otros usuarios sobre los productos de Windows Live | Descontinuado (2008-06-06)          |
| Windows Live OneCare                 | Microsoft Security Essentials. | Servicio de seguridad informático. Programa Antivirus, copia de seguridad, y firewall | Descontinuado (2009-06-30)          |
| Safety Scanner                       |                                | Servicio de detección y eliminación de virus y otras amenazas | Descontinuado (2009-06-30)          |
| QnA                                  | MSN QnA                        | Un servicio de respuesta y pregunta que permiten a los usuarios hacer preguntas, y les de etiquetas de acuerdo al tema y ganar puntos y reputación para responder a las preguntas de otros usuarios.                                              | Descontinuado (2009-05-21)          |
| Search Center                        | Windows Search 4               | Un programa de búsqueda en el escritorio que proporciona una búsqueda indexada local y remota unificada desde una interfaz unificada. | Descontinuado (2006-12-12)          |
| Shopping                             | Bing Shopping                  | Un sitio de comparación de compras en línea que permite a los usuarios a los elementos de comparación y los precios de los productos de más de 40 millones de más de 7000 en línea se almacena.                                                   | Descontinuado (2007-02-20)          |
| Windows Live Spaces                  |                                | Sitio basada en AJAX, Sitio de redes sociales, blogs y fotos | ....                                |
| Windows Live Toolbar                 | Bing Bar                       | Barra de herramientas que se integra a Microsoft Internet Explorer, permitiendo el acceso a Windows Live Spaces, Windows Live Hotmail, Favoritos y Bing desde un botón que está en la barra de herramientas                                       | Descontinuado                       |
| Windows Live TV                      |                                | Un programa adicional para Windows Media Center que provee acceso a Windows Live Spaces, Messenger y Call | Descontinuado (2008-06-24)          |
| Windows Live Video Messages          | Windows Live Messenger         | Combina el vídeo digital con el correo electrónico en un servicio que permite a todos los usuarios de cámara Web crear, enviar y recibir mensajes de vídeos a su lista de contactos, incluso cuando son sin conexión                              | Descontinuado (21 de julio de 2010) |
| Windows Live Web Messenger           |                                | Ahora parte de Outlook.com y Microsoft People Versión web de Windows Live Messenger que permitía a los usuarios hablar en línea y en tiempo real con otros usuarios                                                                               | Descontinuado (2008-10-30)          |
| Windows Live WiFi Center             |                                | Permitía a los usuarios buscar redes inalámbricas que estaban disponibles y mostraba información acerca de ellos | Descontinuado (2007-02-16)          |
| WiFi Hotspot Locator                 | MSN WiFi Hotspots              | Un sitio Web que permite a los usuarios localizar los puntos de conexión de internet inalámbrica en todo el mundo y ver sus posiciones sobre un mapa utilizando Bing Maps                                                                         | Descontinuado (2007-02-16)          |

## Cambio en el nombre de los servicios
El servicio de Windows Live están siendo rebautizado como se indica:
| Servicio      | Windows 8                              | Windows Phone            | Website                             | Nombre anterior o antecesor                          |
| ------------- | -------------------------------------- | ------------------------ | ----------------------------------- | ---------------------------------------------------- |
| Account       | Microsoft account                      | Microsoft account        | Account.live.com                    | Windows Live ID, Passport                            |
| Storage       | OneDrive app, OneDrive Desktop         | OneDrive app, Office app | OneDrive.com                        | FolderShare, Live Mesh, Windows Live Mesh            |
| Email         | Mail app                               | Mail app                 | Outlook.com, Hotmail.com            | Windows Live Mail, Outlook Express                   |
| Calendario    | Calendar app                           | Calendar app             | Calendar.live.com                   | Hotmail Calendar, Windows Live Calendar              |
| Contactos     | People app                             | People app               | People.live.com                     | Windows Live Contacts                                |
| Mensajes      | Messaging app                          | Messaging app            | Integrado en Outlook.com y OneDrive | Windows Live Messenger, MSN Messenger                |
| Fotos/ Videos | Photos app, Photo Gallery, Movie Maker | Photos app, Camera Roll  | Photos.live.com                     | Windows Live Photo Gallery, Windows Live Movie Maker |